# Шпет, Густав Густавович
Густа́в Густа́вович Шпет (нем. Gustav Speth; 26 марта [7 апреля] 1879, Киев — 16 ноября 1937, Томск) — русский философ

, психолог, теоретик искусства, переводчик философской и художественной литературы, педагог. Полиглот, знавший 17 языков. Действительный член (1921) и вице-президент (1923—1929) Государственной академии художественных наук. 

## Биография до арестов
Густав — внебрачный ребёнок офицера австро-венгерской армии по фамилии Кошиц и Марцелины Иосифовны Шпетт из обедневшей польской дворянской семьи.
В 1898 году Густав Шпет окончил 2-ю киевскую гимназию и поступил в местный Императорский университет Святого Владимира на физико-математический факультет. За участие в революционном студенческом движении он был исключён из университета и выслан из Киева.
В 1901 году, вернувшись после высылки, он снова поступил в университет, теперь на историко-филологический факультет, который закончил с дипломом 2-й степени в 1905 году. Участвовал в «психологической семинарии» Г. И. Челпанова. Его конкурсное сочинение «Ответил ли Кант на вопросы Юма» было удостоено золотой медали и опубликовано в университетском издательстве.
После окончания два года работал учителем в частных гимназиях. Среди прочего, преподавал в 1906/07 учебном году в киевской Фундуклеевской женской гимназии, где среди учениц выпускного 7-го класса была Анна Горенко (в будущем — поэтесса Анна Ахматова).
В 1907 году Шпет переехал в Москву, где читал лекции во многих вузах и гимназиях, в частности в университете Шанявского, Высших женских курсах, педагогическом институте. Ездил в Сорбонну, Эдинбург. В 1910 году получил звание приват-доцента. В 1912—1913 годах стажировался в Гёттингенском университете. Слушал лекции Гуссерля по феноменологии. Результатом стажировки стала работа Шпета «Явление и смысл» (1914), в которой представлена интерпретация гуссерлевских «Идей к чистой феноменологии и феноменологической философии». Диссертация Шпета «История как проблема логики» была защищена в Московском университете в 1916 году. В этом же году он был избран профессором Высших женских курсов и приват-доцентом Московского университета. Преподавал в Алфёровской гимназии, известном московском либеральном учебном учреждении для девочек, и женился на его выпускнице Наташе Гучковой.
В 1918—1921 годах — профессор историко-филологического факультета Московского университета; читал лекции по логике и педагогике.
В 1918 году подготовил к публикации сочинение «Герменевтика и её проблемы», но работа была издана только в 1989—1991 годах. С 1921 года — действительный член Российской академии художественных наук, с 1924 года — вице-президент РАХН (с 1927 года — ГАХН). В этот период Шпет продолжал работу над «Историей как проблемой логики», издал работы: «Внутренняя форма слова», «Эстетические фрагменты», «Введение в этническую психологию» и др.
В 1921 году возглавил Институт научной философии, созданный при факультете общественных наук 1-го МГУ, уволен с занимаемой должности в 1923 году.
С 1932 года — проректор Академии высшего актёрского мастерства.

## Философия
Шпет считал, что философия должна быть «чистым знанием». Парменидовско-платоновское учение должно быть обновлено в свете герменевтики, таким образом получается онтологическая связка «бытие — мышление — слово». Разрешая психофизическую проблему постулированием тождества предмета мысли и предмета бытия, Шпет сосредотачивает внимание на том, как это тождество являет себя в мире — в слове. Слово — это не только единица герменевтического анализа, слово — это целое. Разум порождает словесный мир, за рамками которого невозможно познание, однако в слове можно выразить любую вещь, в том числе и сам мир.
«Чистая философия» Шпета вступает в конфликт с «софийной» мудростью русской философии конца XIX — начала XX века. В связи с этим Шпет констатирует неудовлетворительное состояние мысли в России, поэтому следует говорить о философствовании в России, а не о наличии самостоятельной философской школы. Оригинальным было лишь философствование о судьбе России, заключает Шпет.

### Эстетика
Искусство и эстетика в понятии Шпета являются синонимами. Задачей искусства является бесцельное украшение, красота. Ввиду того, что весь мир есть слово, а слово — архетип культуры, в сфере искусства может быть только фиктивное, то есть культура. Природа в себе в отличие от культуры сохраняет «естественное безобразие» и не может стать предметом искусства.
Стержневым понятием в философии искусства является «структура слова», которая охватывает не только форму и содержание слова, но и связь между значением и предметом. Слово при этом есть многозначное понятие, которое относится не только к отдельным вещам, но и к более крупным грамматическим единицам: предложение, текст, язык и т. д. Поэзия не истолковывает мир, как научная речь, и не направлена на эмоциональное воздействие на слушателей, как риторическая речь, но преобразует сам язык, приобретая тем самым исключительное значение. Поэзия образует саму культуру, которая является предметом искусства.

## Репрессии и гибель
В ночь с 14 на 15 марта 1935 года был арестован. После окончания следствия (следователь М. А. Терёхин) был осуждён по статьям 58-10 и 58-11 УК РСФСР, приговорён к 5 годам ссылки и отправлен в Енисейск, затем по его просьбе переведён в Томск, куда прибыл 24 декабря 1935 года. Жил в Колпашевском переулке, дом 9. Поддерживал знакомство с профессорами Н. И. Карташовым и С. В. Мясоедовым, высланным в Томск Н. Эрдманом. Занимался переводами (переписка Шиллера с Гёте, «Три разговора…» Беркли и др.). Последняя работа Шпета — перевод «Феноменологии духа» Георга Гегеля (издана в 1959 году).
27 октября 1937 года был арестован вторично, обвинён в участии в антисоветской организации и 16 ноября расстрелян (см.:Каштак (Томск)#Массовые расстрелы). В 1956 году семья Г. Г. Шпета получила справку прокуратуры Томской области о реабилитации «за недоказанностью состава преступления» и подложное свидетельство о его смерти 23 марта 1940 года от воспаления лёгких. Лишь 10 апреля 1990 года было получено подлинное свидетельство, в котором указана истинная причина смерти Г. Г. Шпета — расстрел.
В Томском литературном музее Дома Шишкова (улица Шишкова, дом 10) хранится коллекция, переданная дочерью Г. Шпета — М. Г. Шторх, личные вещи и предметы домашнего обихода семьи Шпетов, стереоснимки начала XX века и фотографии, автографы Шпета, копии писем философа Л. И. Шестова, родословная; письма М. Г. Шторх и внуков Шпета — М. К. Поливанова и Е. В. Пастернак, статьи из периодики о жизни и творчестве Шпета.

## Факты
Постановление Тройки Управления НКВД Новосибирской области от 9 ноября 1937 года о расстреле Шпета Густава Густавовича приводится в романе Михаила Шишкина «Взятие Измаила».

## Семья
1. Первая жена — Мария Александровна Крестовоздвиженская (на сцене Крестовская)[16]
  1. Дочь —  Поливанова, Маргарита Густавовна. Её муж — Константин Михайлович Поливанов
    1. Поливанов, Михаил Константинович — физик
    2. Поливанова Анна Константиновна — лингвист

  2. Дочь — Шпет, Ленора Густавовна (1905—1976) — театровед, работала в Государственном Центральном театре кукол. Муж — Владимир Александрович Вальтер (1901—1974), актёр театра кукол С. В. Образцова
    1. Пастернак, Елена Владимировна (1936-2020[17]) — жена Евгения Борисовича Пастернака, филолог
      1. Дети: Пётр (р. 1957), театральный художник, дизайнер; Борис (р. 1961), архитектор; Елизавета (р. 1967), филолог
2. Вторая жена — Наталья Константиновна Гучкова, дочь К. И. Гучкова
  1. Дочь — Максимова Татьяна Густавовна (3 сентября 1914 — 30 сентября 2011)[18] — журналист. Муж — Сергей Александрович Максимов (1912—1961), инженер[19]
    1. Максимова, Екатерина Сергеевна — балерина, солистка Большого театра, народная артистка СССР. Муж — Васильев, Владимир Викторович, танцор балета, солист Большого театра, народный артист СССР, лауреат Ленинской премии.

  2. Дочь — Шторх, Марина Густавовна (31 мая 1916 — 16 января 2017) — педагог ЦМШ. Первый муж — Сергей Александрович Шторх  (1904—1938), второй муж — Вадим Александрович Рудановский (1902—1967).
    1. Шторх, Алексей Сергеевич (12 сентября 1937 — 26 июля 2014)[20][21], фотограф, жокей
    2. Рудановская (в замуж. Орловская) Елена Вадимовна (р.1940), Рудановская Наталья Вадимовна (р. 1947)[22], Рудановский Дмитрий Вадимович (р.1953).
      1. 11 внуков, 13 правнуков, 1 праправнучка (на 2013 год)[23]. Среди правнучек — Екатерина (Катя) Марголис (р. 1973)[24], дочь Натальи Вадимовны. Ее отец — Леонид Борисович Марголис (р. 1948) — доктор биологических наук, профессор МГУ[25], с 1993 года работает в США. Ее сестра и братья — Анна (р. 1968), редактор; Михаил (р.1970), журналист; Петр.

  3. Сын —  Шпет, Сергей Густавович (июнь 1919 — 08.08.1972) — учитель русского языка и литературы, методист, работал в московской школе № 29 им. А. С. Грибоедова

## Адреса и память
В Москве жил в доме артистов МХАТа по адресу: Брюсов переулок, дом № 17. В рамках проекта «Последний адрес» 22 февраля 2015 года на доме были установлены три таблички в память о его репрессированных жильцах, одна из которых посвящена Густаву Шпету.
В Томске с конца декабря 1935 года жил по адресу: Колпашевский переулок (ныне улица Рузского), дом № 9, на котором 16 ноября 1989 года, в годовщину расстрела философа, установлена мемориальная доска.
В 1991, 1996, 1999, 2002 годах в Томске проходила международная конференция "Шпетовские чтения".

## Сочинения
- Проблема причинности у Юма и Канта, 1907
- Явление и смысл. Феноменология как основная наука и её проблемы. — М.: Гермес, 1914. — 220 с.
- Философское наследство П. Д. Юркевича: (К сорокалетию со дня его смерти). — М.: Типо-лит. Т-ва И. Н. Кушнерев и Ко, 1915
- История как проблема логики: Критические и методологические исследования. Часть I [Единственная]: Материалы. М.: [Товарищество типографии А. И. Мамонтова], 1916. — VIII, 476 с.
- Сознание и его собственник, 1916
- Герменевтика и её проблемы, 1918
- Философское мировоззрение Герцена. — Петроград: Кн-во «Колос», 1921. —101, [2] с.
- Очерк развития русской философии. Ч. 1. — Пг., 1922. — XVI, 348, [1] с.
- Антропологизм Лаврова в свете истории философии // Памяти П. Л. Лаврова / Под ред. Н. С. Русанова. — М, 1900.— С. 74—189.
- Эстетические фрагменты, 1922—1923
- Введение в этническую психологию, 1927
- Внутренняя форма слова. Этюды и вариации на темы Гумбольда. — М.: Издание Государственной Академии Художественных Наук, 1927. — 218 с.
- Источники диссертации Чернышевского, 1929. Опубликовано в 2008 году: Источники диссертации Чернышевского // Чернышевский Н. Г. Pro et contra. — СПб., 2008).

Хронику жизни Г. Г. Шпета, а также полную библиографию его трудов и переводов см. в кн.: Густав Густавович Шпет / Под ред. Т. Г. Щедриной. Серия: «Философия России первой половины XX века». Гл. ред. серии Б. И. Пружинин. — М.: РОССПЭН, 2014.
В настоящее время издается Собрание сочинений Г. Г. Шпета, включающее неизданные ранее, незавершенные произведения философа, хранящиеся в семейном архиве и ОР РГБ. Вышло двенадцать томов:
- Шпет Г. Г. Мысль и Слово. Избранные труды / Отв. ред.-составитель Т. Г. Щедрина. — М.: РОССПЭН, 2005. — 688 с.
- Густав Шпет: жизнь в письмах. Эпистолярное наследие / Отв. ред.-составитель Т. Г. Щедрина. — М.: РОССПЭН, 2005. — 719 с.
- Шпет Г. Г. Philosophia Natalis. Избранные психолого-педагогические труды / Отв. ред.-составитель Т. Г. Щедрина. — М.: РОССПЭН, 2006. — 624 с.
- Шпет Г. Г. Искусство как вид знания. Избранные труды по философии культуры / Отв. ред.-составитель Т. Г. Щедрина. — М.: РОССПЭН, 2007. — 712 с.
- Шпет Г. Г. Очерк развития русской философии. I / Отв. ред.-составитель Т. Г. Щедрина. — М.: РОССПЭН, 2008. — 592 с.
- Шпет Г. Г. Очерк развития русской философии. II. Материалы. Реконструкция Татьяны Щедриной. — М.: РОССПЭН, 2009. — 864 с.
- Шпет Г. Г. Философская критика: отзывы, рецензии, обзоры / Отв. ред.-составитель Т. Г. Щедрина. — М.: РОССПЭН, 2010. — 488 с.
- Шпет Г. Г. Философия и наука: лекционные курсы / Отв. ред.-составитель Т. Г. Щедрина. — М.: РОССПЭН, 2010. — 496 с.
- Густав Шпет: Философ в культуре. Документы и письма / Отв. ред.-составитель Т. Г. Щедрина. — М.: РОССПЭН, 2012. — 676 с.
- Густав Шпет и шекспировский круг. Письма, документы, переводы / Отв. ред.-составитель Т. Г. Щедрина. — СПб.: Петроглиф, 2013. — 760 с.
- Шпет Г. Г. История как проблема логики: Критические и методологические исследования. Часть первая. Материалы / Отв. ред.-составитель Т. Г. Щедрина. — М.; СПб.: Университетская книга, 2014. — 510 с.
- Шпет Г. Г. История как проблема логики. Часть вторая. Архивные материалы. Реконструкция Татьяны Щедриной. — М.; СПб.: Университетская книга, 2016. — 728 с.

## Переводы

### Переводы философских произведений
- Вольтман Л. Система морального сознания в связи с отношением критической философии к дарвинизму и социализму / Пер. с нем. В. Михайлова и Г. Шпетта; Под ред. М. М. Филиппова. — СПб., 1901.
- Эйслер Р. Основные положения теории познания / Пер. с нем. Г. Шпетта.— Киев, 1902.
- Гегель. Феноменология Духа // Соч.: В 14 т. Т. 4 / Пер. с нем. Г. Шпета. — М.: Соцэкгиз, 1959.

### Переводы художественной литературы
- Байрон Д. Г. Мистерии / Пер. с англ. размерами подлинника и прим. Г. Шпета. — М.—Л.: «Academia», 1933.
- Диккенс Ч. Тяжёлые времена / Пер. с англ. Г. Г. Шпета. — М.: ОГИЗ — Молодая гвардия, 1933.
- Диккенс Ч. Холодный дом (Для детей старшего возраста и подростков) / Сокр. пер. Г. Шпета. — М., 1933.